# Atheïsten in loopgraven
Het citaat "er zijn geen atheïsten in loopgraven" (Engels: There are no atheists in foxholes) is een, vooral in de Verenigde Staten, bekend Engels aforisme. Men bedoelt hiermee dat mensen in moeilijke omstandigheden of grote angst vaak zekerheid of troost zoeken bij religieuze ideeën.
Van wie het citaat afkomstig is, is niet duidelijk; in ieder geval werd het voor het eerst gebruikt in de Tweede Wereldoorlog. Namen die vaak genoemd worden zijn luitenant-kolonel William J. Clear, luitenant-kolonel William Casey en journalist Ernie Pyle. Het idee achter het citaat is dat atheïsten in crisissituaties, zoals in het heetst van de strijd tijdens een oorlog hun ongeloof in een god niet volhouden en een god om hulp zouden aanroepen. Deze notie, en dus ook de slogan, wordt door veel atheïsten als onwaar en beledigend ervaren. In 1999 werd nabij Lake Hypatia in Alabama door een vereniging van atheïstische militairen in de Verenigde Staten een monument onthuld ter ere atheïsten en vrijdenkers die in het Amerikaanse leger hebben gevochten.
Van de Amerikaanse auteur James Morrow is de uitspraak "'Er zijn geen atheïsten in loopgraven' is geen argument tegen atheïsme, maar tegen loopgraven" afkomstig.